# Tour Vasco de Gama
La tour Vasco de Gama (portugais : Torre Vasco da Gama) est une tour de 145 mètres de haut, située à Lisbonne le long du Tage. Elle est constituée d’une nacelle panoramique soutenue par une structure à treillis. Son nom fait référence à l’explorateur Vasco de Gama qui fut le premier Européen à trouver la voie maritime vers les Indes en 1498.
La tour fut dessinée et construite par Leonor Janeiro, Nick Jacobs et l’agence SOM (Skidmore, Owings and Merrill). La structure métallique, représentant la voile d’une caravelle, fut assemblée par la société d’ingénierie Martifer.
La tour a été construite en 1998 pour l’Exposition internationale de 1998. Une plate-forme d’observation est située à 120 mètres de haut, sous laquelle se trouve une salle de restaurant panoramique. Au pied de la tour se trouvait un bâtiment de trois étages hébergeant le pavillon de l’Union européenne pendant l’exposition.
La plate-forme d’observation ainsi que le restaurent fermèrent en octobre 2004. Quand elle était encore accessible, la tour était le plus haut bâtiment portugais ouvert au public (à l’exception des ponts).
Le bâtiment au pied de la structure fut mis en location après l’exposition mais ne trouva jamais aucun preneur. Cet espace fut cependant utilisé pour des événements exceptionnels comme la présentation de la nouvelle Mini en 2001. Alain Robert, le célèbre grimpeur urbain en solitaire, escalada la tour en 2006. Il était sponsorisé par Optimus, une compagnie de téléphonie mobile portugaise, qui utilisa cette escalade dans une campagne de promotion d’un de ses nouveaux produits.

## HôtelMyriad by Sana Hotels

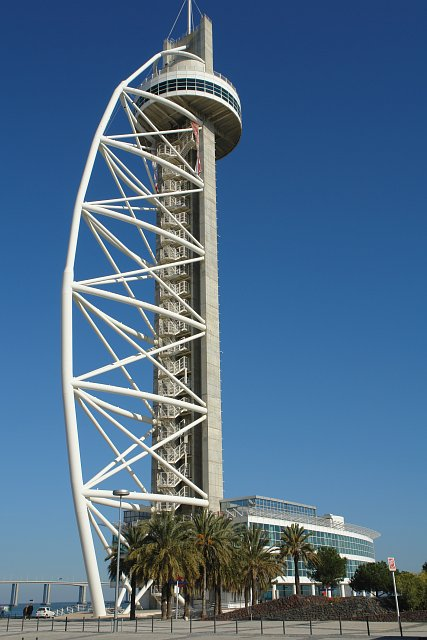
Tour Vasco de Gama avant 2007

Parque Expo a reçu la permission d’agrandir la tour côté fleuve, suivant les plans de l’architecte Nuno Leónidas, pour créer un hôtel de 178 chambres sur 20 étages. La structure à la base fut démolie entre juillet et septembre 2007, puis le chantier de l’hôtel débuta en octobre 2007. 
L'hôtel, aujourd'hui ouvert, s'appelle Myriad by Sana Hotels. Cependant, le restaurant panoramique ne semble pas avoir été rouvert.